# Ediciones Rialp
Ediciones Rialp S.A. è una casa editrice spagnola che, attraverso le sue pubblicazioni di contenuto generale e intellettuale (poesia, cinema, storia, pensiero, famiglia e istruzione, infanzia, ecc.), diffonde una linea editoriale di tipo cattolico.

## Storia
La Ediciones Rialp fu fondata a Madrid il 9 gennaio 1947 per iniziativa di un gruppo di professori universitari, membri dell'Opus Dei. Il fondatore di questa istituzione, Josemaría Escrivá, aveva promosso la creazione della casa editrice con lo scopo di diffondere una visione cristiana dell'essere umano.
Rialp era l'erede di Ediciones Minerva, nata nel 1944 per mano di María Jiménez Salas, ricercatrice del CSIC. Minerva pubblicò solo tre libri, due dei quali scritti da Josemaría Escrivá: Camino e Santo Rosario. La nascita delle Ediciones Rialp avvenne in un momento delicato per le imprese culturali e intellettuali spagnole. Aziende come Editorial Aldecoa, Noguer Ediciones, Aguilar, Afrodisio Aguado, Ariel, Josep Janés Olivé, Gredos e Lumen, all'epoca avevano molte difficoltà a evitare la chiusura.
Iniziò la sua attività con diverse collezioni: Adonáis, di poesia, con il suo premio poetico annuale; Biblioteca del Pensamiento Actual, che ha ottenuto diversi premi nazionali di letteratura; Patmos e Neblí, due collezioni di spiritualità contemporanea e classica, e i primi libri di Josemaría Escrivá. Questo autore incoraggiò Rialp fin dai suoi primi passi e le affidò l'edizione delle sue opere. Inoltre, grazie a un accordo con l'Istituto Storico San Josemaría Escrivá, Rialp pubblica l'edizione critica completa di san Josemaría e diversi libri sull'Opus Dei, da lui fondato, senza che vi sia alcun legame tra le due istituzioni, al di là dei contratti di edizione, comuni nel settore.
Fin dall'inizio, Rialp pubblicò sia autori spagnoli che stranieri, rappresentativi della cultura europea nel mondo politico e sociale, ma anche in ambito spirituale, teologico e religioso. Da allora, nonostante le successive crisi,  preservò la propria indipendenza e il suo carattere distintivo di essere sa editrice di riferimento anche nel mercato ispano-americano.
Il primo direttore di Rialp fu Florentino Pérez Embid, che ricoprì la carica fino alla sua morte nel 1974, con una parentesi di sei anni in cui ricoprì una carica ufficiale nel regime di Francisco Franco.  I primi libri pubblicati da Rialp furono un'edizione di Cuentos de lo grotesco y lo arabesco, di Edgar Allan Poe, e Cuando los ángeles hablaban con los hombres, un racconto natalizio scritto dai fratelli Jorge e José de la Cueva Orejuela, amici di Pérez-Embid.
Il nome della casa editrice allude a un episodio chiave della vita di Escrivá de Balaguer, avvenuto nella località di Pallerols, durante la Guerra civile spagnola, e noto come la rosa di Rialp.

## CollezioneAdonáis de Poesía
Nello stesso anno della fondazione delle Ediciones Rialp, la casa editrice pubblicò i primi libri della collezione Adonáis, una raccolta di poesie che Florentino Pérez-Embid aveva acquistato dalla casa editrice Hispánica. Questa casa editrice organizzava (dal 1943) il Premio Adonáis, un importante concorso annuale per giovani poeti di lingua spagnola. Rialp riprese il premio, che da allora continua a essere indetto ogni anno. Il vincitore di quell'anno, nel 1947, fu il poeta José Hierro con la sua raccolta di poesie Alegría.
La collezione fu diretta dall'intellettuale e poeta José Luis Cano (1947-1954), dal poeta ed editore di Ediciones Aguilar, Luis Jiménez Martos (1954-2003), e infine dal poeta sivigliano e professore di scuola secondaria Carmelo Guillén Acosta (dal 2003).

## Biblioteca "Pensamiento Actual"
Ben presto la Biblioteca del Pensiero Attuale divenne la colonna portante della casa editrice Ediciones Rialp, dove molti intellettuali spagnoli e stranieri pubblicarono i loro saggi. Opere come El carro de las estrellas (saggio) sono un esempio delle sue pubblicazioni.

## Opera di Escrivá de Balaguer
Insieme a queste collezioni fu pubblicata la terza edizione di Camino, del fondatore dell'Opus Dei, Josemaría Escrivá, e da allora Rialp si occupò di pubblicare la sua opera omnia.
Successivamente, apparvero nuove collezioni - Historia, Patmos libros de espiritualidad, Filosofía, Cine (Storia, Patmos libri di spiritualità, Filosofia, Cinema) - e la Grande Enciclopedia Rialp,[13] un ambizioso progetto di diffusione culturale che vide la luce nel 1971 e conobbe successivi aggiornamenti fino al 1991, data della sua sesta e ultima edizione.
Sebbene concepita anche come un compendio alfabetico in venticinque volumi, si differenziava da altre opere simili per la riduzione del numero di voci, risultato di un'attenta selezione; ciò consentiva di trattare argomenti generali con articoli di ampio sviluppo, a differenza della consueta atomizzazione delle enciclopedie classiche. Nell'approccio alle questioni umanistiche, i testi rivelano l'orientamento cattolico dei loro autori, spesso docenti universitari esperti nella materia trattata. Rialp vanta inoltre un catalogo di oltre mille titoli, alcuni dei quali con numerose riedizioni.